# محسن صدر
سید محسن صدرالاشراف (۱۲۵۰ محلات – ۲۷ مهر ۱۳۴۱ تهران) قاضی و سیاستمدار، نخست‌وزیر ایران و رئیس مجلس سنا بود. در دوران نخست‌وزیری او ایران با امضای منشور ملل متحد از دولت‌های پایه‌گذار سازمان ملل شد.

## آغاز کار
پدرش سید حسین، روحانی و مالک در محلات و پدربزرگش سید محمد و پدربزرگِ پدرش سید علی از سادات و محترمین آنجا بودند. در دوران شش ساله‌ای که سلیمان‌خان خان خانان دایی ناصرالدین شاه و پسرش انوشیروان خان عین‌الملک به صورت تبعید در محلات زندگی می‌کردند، ارادت بسیاری به سید علی پیدا کردند. بر اثر این ارتباط، بعدها عین‌الملک دو تن از دختران خود را به ازدواج سید صدرالدین، عموی صدرالاشراف درآورد. صدرالاشراف در یازده سالگی به همراه پدر به تهران آمد و در مدرسهٔ حاج ابوالفضل معمار اصفهانی (صنیع الملک) به تحصیل علوم دینی پرداخت. در سال ۱۳۱۴ قمری که عمویش سید صدرالدین عازم عتبات بود، او را به جای خود به معلمی سالارالسلطنه پسر ناصرالدین‌شاه تعیین کرد و هنگامی که این پسر حاکم همدان شد، او را نیز به‌عنوان دستیار خود به همراه برد.

## قضاوت
صدرالاشراف در سال ۱۲۸۶ وارد عدلیه شد و به قضاوت پرداخت. پس از به توپ بستن مجلس عده‌ای از مشروطه خواهان را محاکمه و مجازات کرد، اگرچه خود مدعی بود که به نجات بسیاری از آنان کمک کرده است ولی بسیاری معتقدند که او با اعدام و دار زدن آزادیخواهان، قساوت زیادی از خود نشان داد. صدرالاشراف بعدها در کنار کسانی چون سید نصرالله اخوی، سید محمد کاظم عصار و میرزا رضا ایروانی به نگارش قانون مدنی ایران پرداخت.

## وزارت
محسن صدر در سال ۱۳۱۰ مدعی‌العموم کل دیوان عالی تمیز (دادستان کل کشور) شد. در ۲۶ شهریور ۱۳۱۲ محمدعلی فروغی او را به عنوان وزیر عدلیهٔ کابینهٔ خود به مجلس شورای ملی معرفی کرد و تا سال ۱۳۱۵ در این سمت فعالیت کرد. از مهم‌ترین اقدامات او در دوران وزارتش، به تصویب رساندن قانون وکالت بود که نظم و سیاق تازه‌ای به پیشه وکالت دادگستری در ایران بخشید و کسب پروانه وکالت را نظام‌مندتر کرد، کانون وکلا را که پیش از آن، نهادی صنفی و مستقل بود، زیر پوشش وزارت عدلیه برد و مقرر کرد که رئیس کانون وکلای هر محل را این وزارتخانه تعیین کند اما استقلال مالی کانون وکلا بر جای خود باقی ماند.

## مغضوبیت
در مهر ۱۳۱۵ پس از آن‌که هیئت عمومی دیوان تمییز علی منصور وزیر پیشین طرق (راه) را از اتهام فساد مالی تبرئه کرد، رضا شاه از این حکم خشمگین و ناراضی شد و صدر نیز ناچار به استعفا شد. او سال بعد به نمایندگی از کمره، خمین و محلات به مجلس شورای ملی رفت و سه دوره نماینده بود (دوره‌های یازدهم، دوازدهم و سیزدهم).

## بازگشت به صحنه
پیش از به پایان رسیدن دوره سیزدهم، علی سهیلی نخست‌وزیر که از سویی با فشار مطبوعات و از سوی دیگر با ناامنی گسترده در کشور روبرو بود، نیاز داشت که تصدی دادگستری را به فردی مشهور به کوبندگی و قاطعیت بسپارد. او در دوازدهم مرداد ۱۳۲۲ صدرالاشراف را به عنوان وزیر دادگستری به مجلس معرفی کرد.

## نخست‌وزیری
در خرداد ۱۳۲۴ که مجلس به کابینهٔ حکیم‌الملک رأی اعتماد نداد، ۶۸ نفر از نمایندگان مجلس به صدرالاشراف رأی تمایل دادند و او مأمور تشکیل دولت شد و هیئت وزیران خود را در ۲۲ خرداد به شاه معرفی و کار دولت خود را آغاز کرد. این‌که او پیش از معرفی کابینه به مجلس و کسب رأی اعتماد، کار خود را آغاز کرده، در مجلس اعتراض آفرید، به‌ویژه آن‌که بلافاصله به عزل و نصب‌هایی در وزارت‌خانه‌ها و همچنین توقیف برخی مطبوعات پرداخت.
محمد مصدق در مخالفت با نخست‌وزیری صدرالاشراف روی سالخوردگی او انگشت گذاشت و گفت:

«در سال ۱۳۰۹ هجری قمری که من با سالارالسلطنه پسر ناصرالدین شاه همبازی بودم، ایشان معلم شاهزاده بودند و اکنون ۵۶ سال می‌گذرد و در آن زمان معمول نبود که جوان بیست ساله‌ای را به این سمت انتخاب کنند. اگر ما قبول کنیم که در ۱۳۰۹ ایشان مرد چهل ساله‌ای بوده‌اند اکنون ۹۶ سال دارند.»

دلیل دیگر مخالفت مصدق با صدر، سوابق او در استبداد صغیر و «اطاعت کورکورانهٔ وی از احکام دیکتاتوری» (اشاره به مسئولیت‌هایش در دوران رضا شاه) بود. با ادامهٔ اعتراض‌های مجلس به صدرالاشراف، سرانجام شاه از هر دو جناح اقلیت و اکثریت مجلس خواست هر کدام پنج نماینده نزد او بفرستند تا در این مورد توافقی حاصل شود. این جلسه در بیستم تیر با حضور شاه تشکیل شد و در آن توافق شد که صدر، دولت و برنامهٔ دولتش را به مجلس عرضه کند و اگر هنگام رأی به برنامهٔ دولت، بیش از چهل مخالف داشته باشد، بلافاصله استعفا دهد.
صدر در ۲۶ تیر، دولت خود و برنامهٔ آن را به مجلس عرضه کرد. با این‌حال محسن صدر در دولت چند ماههٔ خود مورد مخالفت شدید توده‌ای‌ها و اقلیت مجلس به رهبری مصدق بود. در دوم امرداد مصدق رهبر جناح اقلیت مجلس از طریق جواد عامری نمایندهٔ دامغان و محمدرضا تهرانچی نمایندهٔ تهران به صدرالاشراف پیام داد که دولت او بیش از چهل مخالف دارد و باید استعفا دهد. اما صدر حاضر به کناره‌گیری نشد. از آن پس، مصدق برای برانداختن حکومت صدر، دست به آبستراکسیون زد، یعنی نمایندگان جناح اقلیت به دستور او از حضور در مجلس خودداری کردند تا مجلس اکثریت کافی را برای گذراندن لایحهٔ بودجه که دولت صدر به مجلس داده بود، پیدا نکند.
کشمکش میان مجلس و دولت، رأی اعتماد به دولت صدرالاشراف را عقب انداخت. در این فاصله، نمایندگان جناح اقلیت مجلس دولت او را غیرقانونی می‌دانستند چون هنوز از مجلس رأی اعتماد نگرفته بود اما صدر با استناد به قانون اساسی که تصریح کرده بود عزل و نصب وزرا با شاه است، دولت خود را قانونی می‌دانست. سرانجام در پنجم مهر در مجلس رأی‌گیری شد و از ۱۱۳ نمایندهٔ حاضر، ۶۹ نماینده به دولت صدرالاشراف رأی اعتماد و چهل نماینده رأی مخالف دادند که در نتیجه، دولت صدرالاشراف دارای رأی اعتماد مجلس شد.
در دورهٔ نخست‌وزیری صدر، نیروهای بریتانیا و آمریکا ایران را ترک کردند. ایران با امضای منشور ملل متحد، از پایه‌گذاران سازمان ملل شد. خودداری شوروی از تخلیهٔ ایران در زمان نخست‌وزیری وی منجر به غائلهٔ آذربایجان شد. احمد کسروی در کتاب سرنوشت ایران چه خواهد بود به. شدت به محسن صدر و کارهای او در زمان نخست‌وزیری تاخته است:

دربارهٔ صدرالاشراف ما هرچه انصاف به خرج دهیم باز چند ایراد بزرگی به او وارد است:
نخست او نام بدی در تاریخ مشروطه به یادگار گذارده. در آن روزی که مردان غیرتمند در برابر استبداد بالا افراشته، برای استوار گردانیدن بنیاد مشروطه می‌کوشیدند، این مرد در نتیجهٔ نافهمی و غرض‌ورزی با مشروطه خواهان دشمنی نموده، افزار دست هواداران استبداد گردیده، عضو انجمن آل محمد بوده، در باغشاه مستنطقی کرده. این بدنامی نبایستی فراموش گردد.
دوم صدرالاشراف مرد بی دانشی است که نه چیزی از زبان‌های اروپا می‌داند و نه از اوضاع جهان آگاه است. دانسته‌های او بیش از اندازهٔ یک پیش‌نماز محله‌ای نیست.
سوم بسیار کهنه‌اندیش است. در واقع یک آخوند حسابی است و به خرافات عامیانه پابند است.
چهارم این مرد با نداری وارد میدان زندگی شده و اکنون دارای ثروت هنگفتی می‌باشد. یک مرد وقتی که به کارهای اجتماعی دخالت کرد و در اداره‌های دولتی دارای مقامی بود، تحصیل ثروت برای او دشوار نخواهد بود. لازم نیست رشوه بگیرد. غیر از رشوه راه‌های استفاده فراوان است. چیزی که هست، باید مصالح کشور را زیر پا گذاشته، همه را قربانی استفاده گرداند. باید وظیفهٔ خود را فراموش سازد. از این راه است که می‌توان ثروتمند گردید. این است کسانی که از دخالت در کارهای اجتماعی ثروت پیدا کرده‌اند، حسن عقیده به آن‌ها نتوان داشت. این‌ها عیب‌هایی است که در محسن صدر هست و جای انکار هم نیست…
در این دو سال و نیم، دولت ـ یا بهتر بگویم این یکدسته وزراء ـ رفتاری کرده‌اند که به همه ثابت نموده‌اند به آزادی و دموکراسی احترامی قایل نیستند و اگر روزی فرصت یافتند با آزادیخواهان هیچ‌گونه بدرفتاری دریغ نخواهند داشت.
مخصوصاً در کابینهٔ صدر این مسئله محرز گردید. به هنگامی‌که هنوز به کابینه رأی اعتماد داده نشده بلکه زمینه هم آماده نگردیده بود و در میانه اقلیت و اکثریت کشاکش می‌رفت، آقای صدر بی‌باک و بی‌پروا دست بکار گشاد و با مخالفین خود به هرگونه بدرفتاری برخاست.
کارهایی‌که این آخوند محلاتی در زمان نخست‌وزیری خود کرد، همه می‌دانند و نیاز به گفتگو نیست. من می‌خواهم تنها این بگویم که رفتار صدرالاشراف یک‌درسی به آزادیخواهان داد، یک معنای نافهمیده‌ای را به آنان فهمانید، آن اینکه اگر آرتش‌های متفقین از ایران بروند، اختیار کشور در دست امثال صدرالاشراف خواهد بود و آن‌ها نه تنها بساط آزادی را خواهند درچید، دستگاه انگیزیسیون برپا کرده جلو اندیشه و عقیده را هم خواهند گرفت.
شاید کسانی نمی‌دانند که صدرالاشراف دست بکار انگیزیسیون هم زده بود. در دادسرا پرونده‌ها تشکیل می‌یافت، چرا که فلان نویسنده فلان کتاب‌ها را نوشته است…

صدرالاشراف در آبان سال ۱۳۲۴ از نخست‌وزیری استعفا داد و به خارج از ایران رفت و پس از مدتی به ایران بازگشت.
صدرالاشراف پس از بازگشت به ایران و در پی از سرگیری رابطهٔ ایران و عربستان سعودی در سال ۱۳۲۷ که دولت تصمیم گرفت حج را ساماندهی کند، به عنوان امیرالحاج تعیین و سرپرست حجاج ایرانی شد. او نخستین کسی است که در دورهٔ پهلوی به این سمت رسید. در هفتم بهمن آن سال نیز به استانداری خراسان منصوب شد. در سال ۱۳۳۲ در دوره دوم و سوم مجلس سنای ایران، سناتور انتصابی مشهد و رئیس مجلس سنا شد.

## درگذشت و بازماندگان
او در ۲۷ مهر ۱۳۴۱ در سن ۹۱ سالگی در تهران درگذشت. صدرالاشراف از همسر عقدی خود دارای سه پسر و هفت دختر بود. فرزند اول «سید ابوالقاسم صدر» با دختر «سید عمادالدین صدر» (پسر سید صدرالدین از مرحمت خانم دختر عین‌الملک) ازدواج کرد و صاحب یک پسر و پنج دختر شد که دو نفر از دختران با دو پسر حاج سید یحیی اسلامبولچی، از علمای تهران، ازدواج کردند. حسین اسلامبولچی، مبتکر، مخترع و نویسنده ایرانی‌تبار اهل ایالات متحده آمریکا، نوه سید ابوالقاسم و نتیجه صدرالاشراف است. پسر دوم صدرالاشراف، سید کاظم در دادگستری مشغول به کار شد و سپس برای تحصیل حقوق به فرانسه رفت اما پس از پایان تحصیلات و زمانی که عازم ایران بود بر اثر ابتلا به سرطان درگذشت. سومین پسر او در کودکی درگذشت. صدرالاشراف در سال ۱۳۰۲ خورشیدی از فاطمه که مستخدم خانه و صیغه او بود، صاحب پسری به نام حسن شد که جدا از خانواده صدر پرورش یافت و کارمند اداره دخانیات بود.